# غازانيا جورينية
غازانيا جورينية (الاسم العلمي:Gazania jurineifolia) هي نوع نباتي يتبع جنس الغازانيا من الفصيلة النجمية.  